# Inga lacustris
Inga lacustris é uma espécie vegetal da família Fabaceae.
Apenas pode ser encontrada no México.